# Muhammadjoni Hasan
Muhammadjoni Hasan (sinh ngày 15 tháng 10 năm 1998), thỉnh thoảng biết với tên Hassan Muhammadjon hay Xasan Muxammadƶoni, là một cầu thủ bóng đá Tajikistan thi đấu ở vị trí tiền vệ cho đội bóng tại Giải bóng đá vô địch quốc gia Tajikistan FC Istiklol.

## Sự nghiệp

### Câu lạc bộ
Vào tháng 8 năm 2017, Hasan ký hợp đồng với FC Istiklol.

### Quốc tế
Hasan ra mắt quốc tế trong trận giao hữu hòa 0–0 với Syria, thay cho Nozim Babadjanov ở phút thứ 70.

## Thống kê sự nghiệp

### Câu lạc bộ
Tính đến trận đấu diễn ra ngày 3 tháng 6 năm 2018
| Câu lạc bộ          | Mùa giải            | Giải vô địch                             | Giải vô địch | Giải vô địch | Cúp Quốc gia | Cúp Quốc gia | Châu lục | Châu lục  | Khác    | Khác      | Tổng    | Tổng      |
| Câu lạc bộ          | Mùa giải            | Hạng đấu                                 | Số trận      | Bàn thắng    | Số trận      | Bàn thắng    | Số trận  | Bàn thắng | Số trận | Bàn thắng | Số trận | Bàn thắng |
| ------------------- | ------------------- | ---------------------------------------- | ------------ | ------------ | ------------ | ------------ | -------- | --------- | ------- | --------- | ------- | --------- |
| Istiklol            | 2017                | Giải bóng đá vô địch quốc gia Tajikistan | 6            | 0            | 3            | 1            | 4        | 0         | 0       | 0         | 13      | 1         |
| Istiklol            | 2018                | Giải bóng đá vô địch quốc gia Tajikistan | 8            | 1            | 0            | 0            | 5        | 0         | 1       | 0         | 14      | 1         |
| Istiklol            | Tổng                | Tổng                                     | 14           | 1            | 3            | 1            | 9        | 0         | 1       | 0         | 26      | 2         |
| Tổng cộng sự nghiệp | Tổng cộng sự nghiệp | Tổng cộng sự nghiệp                      | 14           | 1            | 3            | 1            | 9        | 0         | 1       | 0         | 26      | 2         |

### Quốc tế
Tính đến trận đấu diễn ra ngày 5 tháng 9 năm 2017.
| Đội tuyển quốc gia | Năm  | Số trận | Bàn thắng |
| ------------------ | ---- | ------- | --------- |
| Tajikistan         | 2016 | 4       | 0         |
| Tajikistan         | 2017 | 1       | 0         |
| Tổng               | Tổng | 5       | 0         |

## Danh hiệu

### Câu lạc bộ
Istiklol
- Giải bóng đá vô địch quốc gia Tajikistan (1): 2017[6]
- Siêu cúp bóng đá Tajikistan (1): 2018[7]